# Rasse (Züchtung)

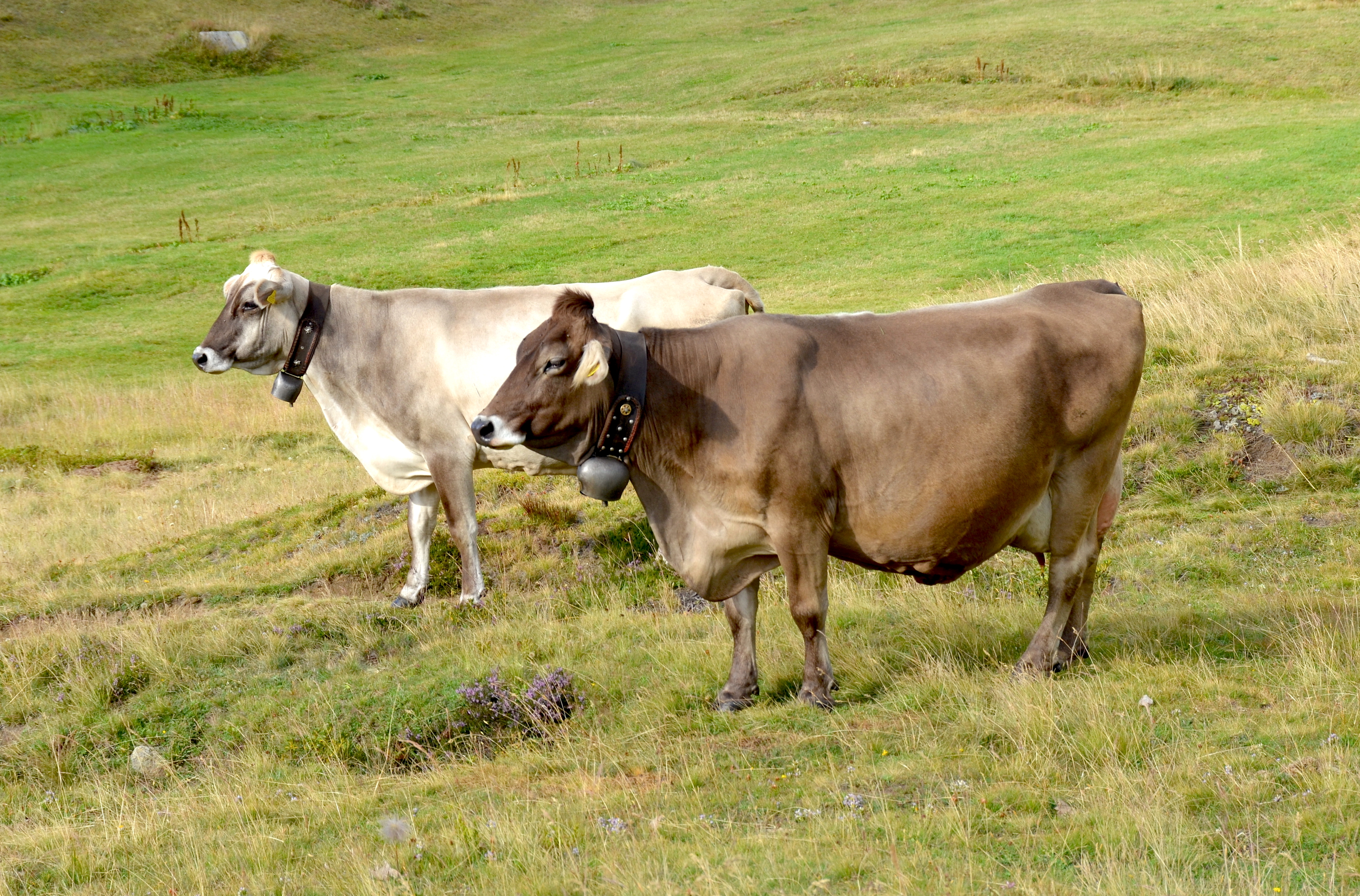
Braunvieh ist eine Rasse mit hoher Milchleistung und geringem Milchfettgehalt

Eine Haustierrasse ist eine durch Zuchtwahl erzeugte Population eines Haustiers, die sich in Merkmalen wie dem Körperbau, den Eigenschaften als Nutztier und dem Verhalten von anderen Populationen abgrenzen lässt und diese Merkmale vererbt. Nach dem Grad der züchterischen Bearbeitung werden Kulturrassen, Landrassen und Übergangsrassen unterschieden. Haustierrassen entsprechen den Sorten bei Kulturpflanzen. Nutztierrassen sind Untereinheiten der Haustierrassen. Nachkommen von Elterntieren der gleichen Rasse werden als reinrassig bezeichnet. Gehören die Eltern verschiedenen Rassen an, spricht man von Mischlingen (Hybriden). Der Begriff der Rasse wurde früher auch für natürlich entstandene Unterarten verwendet.

## Entwicklung des Rassebegriffs im Zusammenhang mit Haustieren
Haustiere zeigen eine große innerartliche Variabilität. Lange wurden die innerartlichen Unterschiede bei Haustieren behandelt wie Unterschiede zwischen Arten. Innerhalb der jeweiligen Haustierarten wurden taxonomische Einheiten gebildet. Während Linné im 18. Jahrhundert von der Unveränderbarkeit der Arten ausging und diese als von Gott geschaffen betrachtete, wurde später versucht, die große Variabilität der Haustiere durch Abstammungslinien zu erklären. Rassebildung wurde als Vorgang verstanden, der mit der Bildung von Arten und Unterarten bei Wildtieren vergleichbar sei.
In zahlreichen aktuellen Rassedefinitionen wird Bezug genommen auf Wolf Herre, der 1961 formulierte: „Rassen sind Untereinheiten der Haustiere einer Art, die sich in mehreren erblichen Merkmalen voneinander stärker unterscheiden. Sie werden nach subjektivem Ermessen abgegrenzt.“ und unterstrich, dass der Begriff ausschließlich für Untergliederungen von Haustieren verwendet werden sollte. Einige Autoren weisen auf den Zusammenhang zwischen Rassen und gezielter Selektion durch den Menschen und bestimmte Zuchtziele hin. Teils wird darauf verwiesen, dass eine natürliche Rassebildung nicht stattfindet. Andere Autoren dagegen verwenden den Begriff auch bei natürlicher Merkmalsdifferenzierung. Zwar verwendet Charles Darwin den Begriff „Selektion“ in gleicher Weise wie in der Züchtung, indem er von „natürlicher Zuchtwahl“ (natural selection) spricht, doch verwendet er statt „Rasse“ (race) den Begriff Art (species).
Die als Rassen definierten Gruppen domestizierter Tiere der gleichen Art haben eine gemeinsame Zuchtgeschichte, die Bezeichnung Rasse ist – im Unterschied zur Art – jedoch genetisch nicht eindeutig definierbar. Die wirtschaftlich wichtigsten Nutztierrassen bestehen aus verschiedenen Zuchtpopulationen, die getrennt voneinander in verschiedenen Ländern züchterisch bearbeitet werden. Der Grad des Austausches von Zuchttieren zwischen diesen Populationen bestimmt auch ihre genetische Verbundenheit, die mal mehr, mal weniger stark ist.

## Einteilung von Rassen nach dem Grad der züchterischen Bearbeitung

### Landrassen
Landrassen, Primitivrassen, Naturrassen oder geografische Rassen sind hauptsächlich durch natürliche Selektion entstandene Haustierrassen. Unter Umwelt- und Klimaeinflüssen entstanden sie in einem bestimmten, meist abgelegenen oder wenig günstigen Lebensraum. Sie sind besser an die Bedingungen in diesem Gebiet angepasst, daher genügsamer und widerstandsfähiger, jedoch weniger leistungsfähig als Kulturrassen. Gewöhnlich besitzen sie auch eine größere genetische Vielfalt als diese. Teilweise bilden sie die Ausgangspopulation für Kulturrassen.

### Übergangsrassen
Übergangsrassen oder „veredelte Landrassen“ sind aus Landrassen hervorgegangene, etwas stärker züchterisch beeinflusste Haustierrassen. Sie haben die Vorteile der Landrassen teilweise bewahrt, sind jedoch ertragreicher als diese.

### Kulturrassen
Kulturrassen oder Zuchtrassen sind durch Zucht entstandene Haustierrassen, die aufgrund wirtschaftlicher Bedürfnisse oder Liebhabereien gezüchtet wurden und durch künstliche Selektion ständig auf ihren Verwendungszweck hin optimiert werden. In der Nutztierzucht sind wirtschaftliche Leistungsmerkmale, wie beispielsweise Ertrag, das primäre Zuchtziel, hochleistungsfähige Kulturrassen bilden die Grundlage hochentwickelter landwirtschaftlichen Produktion. In der Liebhaberzucht hingegen stehen Merkmale wie Körperbau oder Fellfarbe und Zeichnung im Vordergrund. Diese werden in Rassestandards als Zuchtziel festgeschrieben. Häufig werden Kulturrassen in Schläge und Linien unterteilt. Kulturrassen sind meist anspruchsvoller als Landrassen.